# Robert Galvin
 (décembre 2020).
Si vous disposez d'ouvrages ou d'articles de référence ou si vous connaissez des sites web de qualité traitant du thème abordé ici, merci de compléter l'article en donnant les références utiles à sa vérifiabilité et en les liant à la section « Notes et références ».
Robert William « Bob » Galvin (né le 9 octobre 1922 à Marshfield – mort le 11 octobre 2011 à Chicago) est un dirigeant d'entreprise américain. Fils du fondateur de Motorola, Paul Galvin, il en a été le PDG de 1959 à 1986.

## Biographie
Né à Marshfield, Wisconsin , Galvin est allé travailler pour Motorola dès 1940. En 1956 , il a été nommé président de la société. Deux ans plus tard, il a succédé à son père en tant que chef de la direction. Pendant les années 1980, Galvin a été assisté par John Mitchell et Dorian Shainin dans son effort pour améliorer la qualité à Motorola .
En 1986, Bob Galvin a abandonné le titre de chef de la direction, tout en restant président du conseil. Sous sa direction, les ventes de Motorola avaient augmenté de 216,6 millions $ en 1958 à 6,7 milliards $ en 1987 et les flux de trésorerie par action ont augmenté de 89 cents à 6,10 $. 
Bob Galvin a aussi joué un rôle, ainsi que John Mitchell et l'ingénieur Bill Smith, dans la mise en œuvre du Six Sigma chez Motorola.
À la suite du Six Sigma programme, Motorola a reçu le premier prix Malcolm Baldrige National Quality en 1988, qui est donné par le Président des États-Unis. Par la suite, les processus des Six Sigma ont été adoptées à la General Electric Corporation. Jack Welch a déclaré: « Six Sigma a changé l' ADN de GE.